# 春宫图

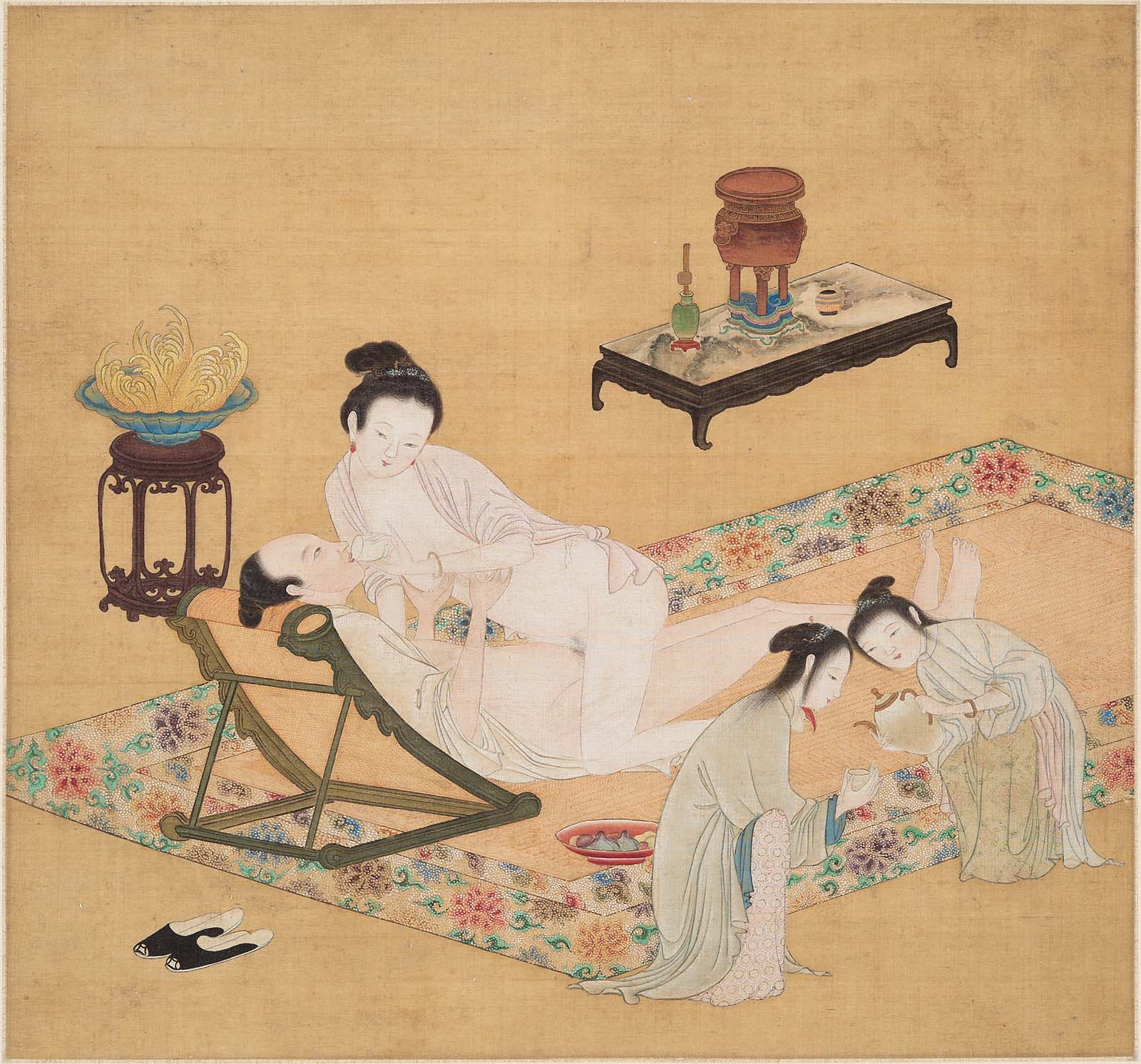
明代的春宫图

春宫图，又名「秘戏图」、「春宫画」、「春宫儿」、「春画」、「春册」，是描述人类性主题的傳統绘画，在東亞文化圈民間常用作性教育的啟蒙教具。

## 歷史

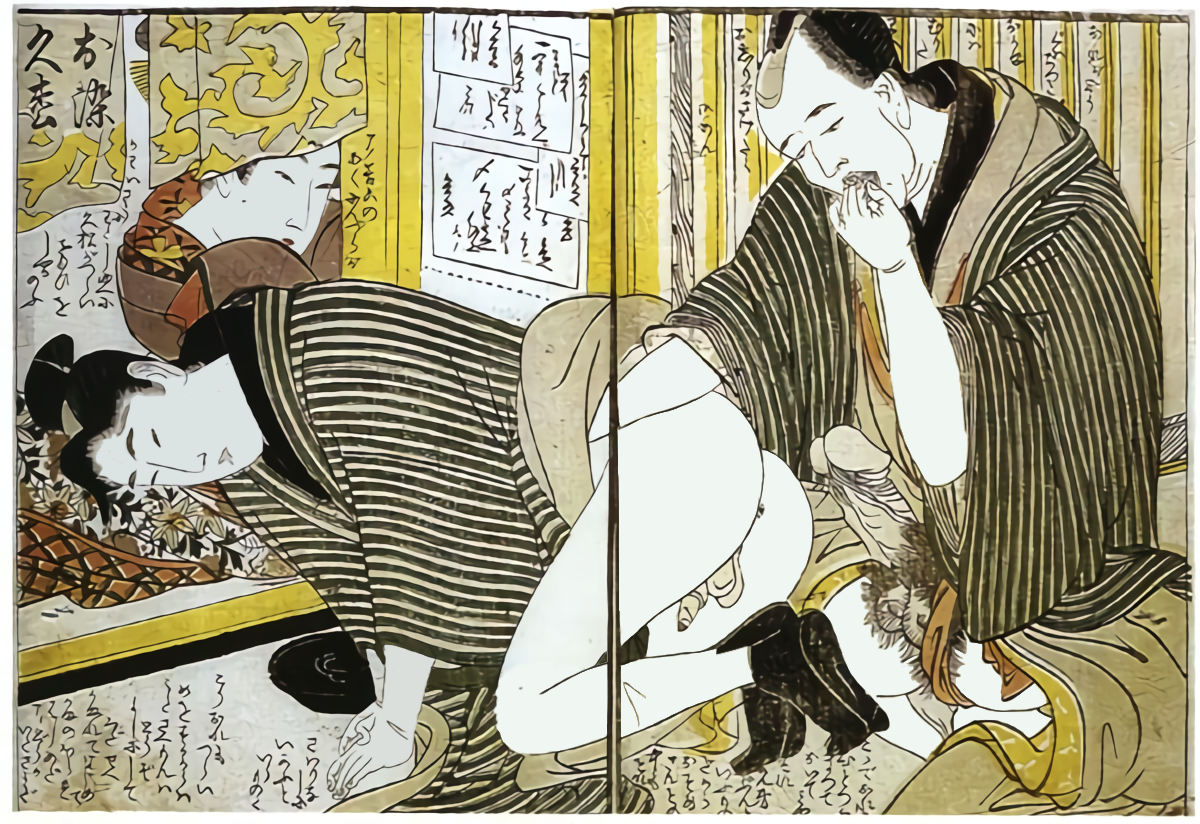
江戶時代畫家喜多川歌麿的春畫

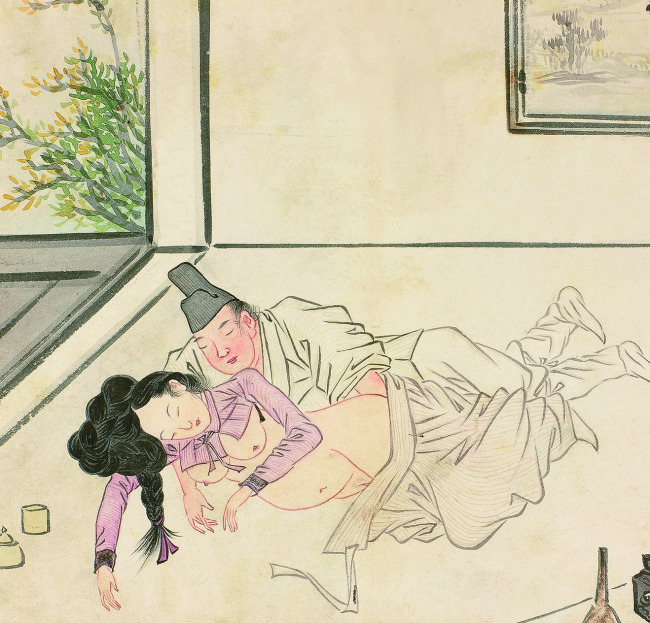
朝鮮王朝畫家申潤福的春畫

中國的春宫画起源很早，根据荷兰汉学家高罗佩考证，《汉书》中“坐画屋为男女裸交接，置酒请诸父姐妹饮，令仰视画。”其中所述男女裸交接画，就是日後的春宫图。东汉科学家、诗人张衡在所作《同声歌》一诗中有诗句：“衣解金粉御，列图陈枕张；素女为我师，仪态盈万方”，其中用作样板的图乃是春宫图，“素女”指房中术《素女经》。
与小姐观看春宫画的习惯，在中国古典文学中也有描写。唐代诗人白行简《天地阴阳交欢大乐赋》就说到《素女经》画册。清代李渔《肉蒲团》中的未央生，为了陶养一位如泥塑木雕、毫无生趣的绝色女子，“到书画铺买幅绝精绝巧的春宫册子，是本朝学士赵子昂的手笔，共有三十六套，唐诗上三十六宫都是春色的意思，拿去放在闺阁之中，好于玉香小姐共同翻阅。”可见在中国古代，春宫画主要是作为进行性教育的媒介。
郑振铎在《谈金瓶梅词话》提到，“淫秽词曲”和春画，藏的最多的地方是帝王的后宫。汉、唐的春宫画已不存，宋代曾流行《春宵秘戏图》、元代画家赵子昂画的三十六幅、十二幅春宫画也不存世。现存世的最早的箧底画是日本鐮倉时代画家住吉庆恩描临自9世纪的作品。

## 中國春宮圖
明代画家仇英曾画有一套称为《十荣》的春宫图，已不存。画家唐伯虎的春宫画很有名，传世的临摹本有《退食闲宴》、《竞春图卷》、《花阵六奇》。明代流行以唐伯虎等画家所作春宫图为蓝本的各种临摹本，最有名的包括《花营锦阵》、《风流绝畅》、《鸳鸯秘谱》、《风月机关》、《青楼剟景》、《胜蓬莱》等。
因为春宫画主要用于闺阁之内，春宫画没有挂轴，而以绢制手卷或画册形式流行。也有一些遊牧民族的春宮畫是在“馬上性交”，“以馬背當床榻，施雲雨於叱吒奔騰之間，其疏曠任意，為注重房內閨秀氣之作所不及”。
张祖翼《清代野记·词臣导淫》曾载同治帝与翰林王庆祺共阅秘戏图：“穆宗朝，有翰林侍读王庆祺者，顺天人。……日者，有一内监见帝与王狎坐一榻，共低头阅一小册。太监伪为进茶者，逼视之，则秘戏图，即丰润所售之工细者。”
清代春宫图画上的女人凡在席子上或有侍女可以看见的地方性交，总是穿着鞋子和扎着裹脚。鞋子和裹脚只有在遮有帐幔的床上才脱下，裹脚布也只浴后才更换。（参见：高罗佩：《中国古代房内考》）

## 避火之說
中國人相傳春宮畫可以避火，或懸掛民間的廚房中。中國傳統中，雨代表天地陰陽之合，使土地受精，生出糧食與植物。故男女性交有雨水和滅火的象徵。
余世存的《非常道》记载清代叶德辉的图书中，往往夹入春宫图，名曰“避火”。日本人北慎言《梅园日记》载：“青藤山人《路史》云：‘有士人藏书甚多，每柜必置春画一册。’人问之，曰：‘聚书多惹火，此物可厌火灾也。’青藤山人即明代书画家徐渭，其著《路史》两卷，恐士人藏书必置春画所言非虚。”

## 有關研究
最早系统地研究秘戏图历史的是荷兰汉学家高罗佩。源因他收藏一套稀世的《花营锦阵》，打算写一篇序文，将其刊行于世，岂知一查中外文献，空空如也，不得不从头做起，查古书，收集材料，越写越长，最後变成了一本书，取名《秘戏图考-附论汉代至清代的中国性生活》，其中包括按原图大小精印的《花营锦阵》24图。他在日本精印50部，将49本分赠世界各大图书馆。此书有中文删节翻译本，原书所附《花营锦阵》文与24图在中译本中被全部省略。
- 荷兰高罗佩原著《秘戏图考-附论汉代至清代的中国性生活》，杨权译 广东人民出版社 ISBN 7-218-00952-2
- 《鸳鸯秘谱》（全二卷）内蒙古人民出版社 2002 ISBN 7204064534

## 繪師與代表作

### 中國
- 仇英：《十榮》
- 屠长卿：《花營錦陣》
- 胡也佛：《金瓶梅秘戏图》

### 日本

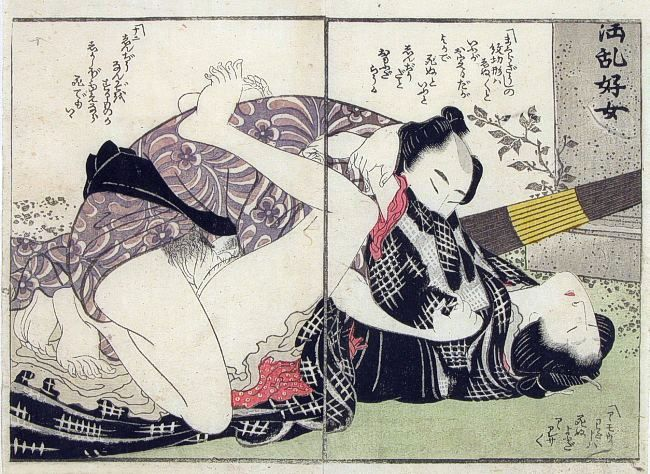
日本畫家柳川重信的春画作品

- 菱川師宣：『小むらさき』
- 勝川春章：『絵本色好之人式』
- 鳥居清長：『色道十二番』
- 喜多川歌麿：『歌まくら』
- 歌川豊国：『逢世雁之声』
- 葛飾北齋：『萬福和合神』
- 渓斎英泉：『夢多満佳話』
- 歌川国芳：『華古与見』

### 朝鮮
- 金弘道：《雲雨圖帖》
- 申潤福：《乾坤一會帖》

## 腳注
1. ↑  .   [2021-12-24]. （原始内容存档于2020-02-13）.
2. ↑  东汉· 张衡 《同声歌》：「邂逅承际会，得充君后房。情好新交接，恐懔若探汤。不才勉自竭，贱妾职所当。绸缪主中馈，奉礼助蒸尝。思为莞蒻席，在下比匡床。愿为罗衾帱，在上卫风霜。洒扫清枕席，鞮芬以狄香。重户结金扃，高下华灯光。衣解金粉御，列图陈枕张。素女为我师，仪态盈万方。众夫所希见，天老教轩皇。乐莫斯夜乐，没齿焉可忘。 」
3. ↑  《性史圖鑑》，劉達臨著，八方出版。2004年2月初版。
4. ↑  B. Riftin（李福清）著，陳周昌譯：《漢文古小說論衡》（南京：江蘇古籍出版社，1992），頁145。